# Telaprocera
Telaprocera is een geslacht van spinnen uit de  familie van de wielwebspinnen (Araneidae).

## Soorten
- Telaprocera joanae Harmer & Framenau, 2008
- Telaprocera maudae Harmer & Framenau, 2008